# Mesquita d'Odessa
La Mesquita d'Odessa, també coneguda com a Mesquita Al-Salam i Centre Cultural Àrab (en ucraïnés: Арабський культурний центр), és una mesquita construïda el 2001 a la ciutat d'Odessa, a Ucraïna.

## Geografia
La mesquita es troba al carrer Richelievska, 49, d'Odessa, en el óblast d'Odessa.

## Història
Els musulmans d'Odessa tenen una llarga tradició. Odessa fou construïda en el lloc d'un antic assentament tàrtar anomenat Hadzhibey. L'assentament, el va fundar Hacı I Giray, el kan de Crimea, al 1240, i va rebre el nom de Jadsibey.
Al centre de la ciutat hi havia una mesquita tàrtara, construïda pel famós arquitecte Karbalayi Safijan Karabaji, i a la vora, un cementeri musulmà.
Amb l'arribada al poder dels bolxevics, la vida canvià dràsticament per als musulmans d'Odessa. El mul·là tàrtar Sabirzyan Safarov fou afusellat, la mesquita fou tancada i després destruïda. El cementeri musulmà també fou arrasat.
El Centre Cultural Àrab fou construït gràcies a l'empresari sirià Kivan Adnan per a l'estudi Archproekt-MDM, i se n'encarregà del procés Mijáil Povstaniuk. El centre gestiona una escola i una biblioteca gratuïtes per a ensenyar àrab a tot el món, independentment de l'edat o nacionalitat. Segons Boris Brovin (arquitecte en cap de la ciutat), Vladímir Meshcheriakov (cap del Departament de Conservació del Patrimoni Cultural de la ciutat), i Valeri Urenev (degà de l'Acadèmia Estatal de Construcció i Arquitectura d'Odessa), el Centre de Cultura Àrab és l'obra arquitectònica de més èxit dels darrers temps a Odessa.

## Galeria

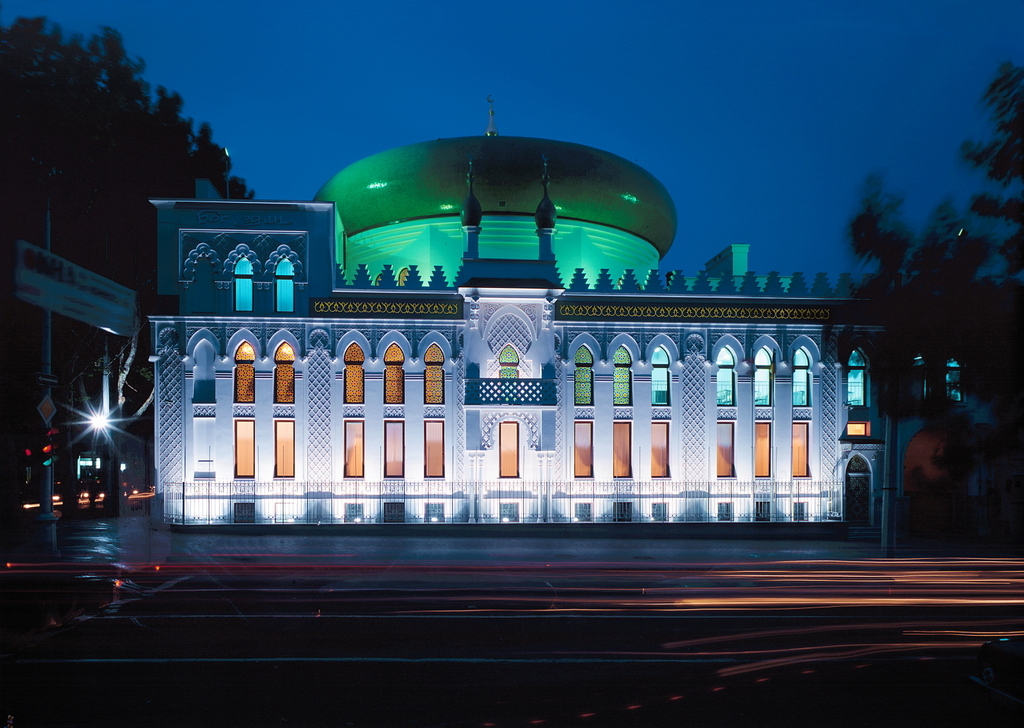
Mesquita d'Odessa de nit
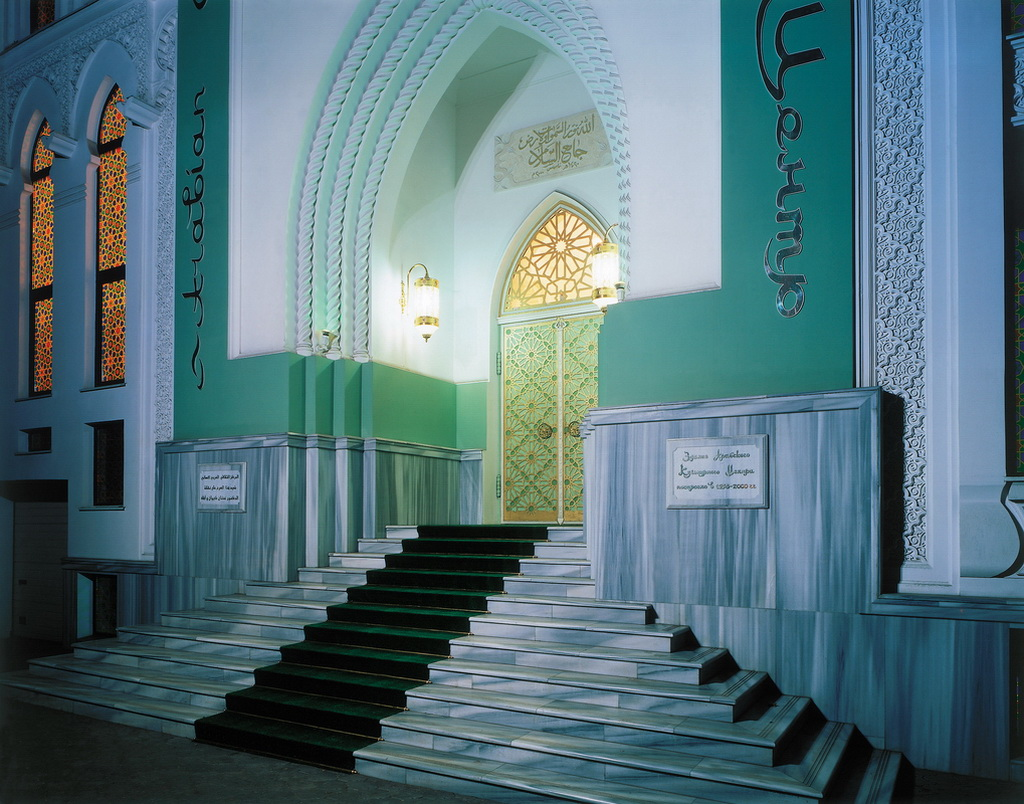
Entrada a la mesquita
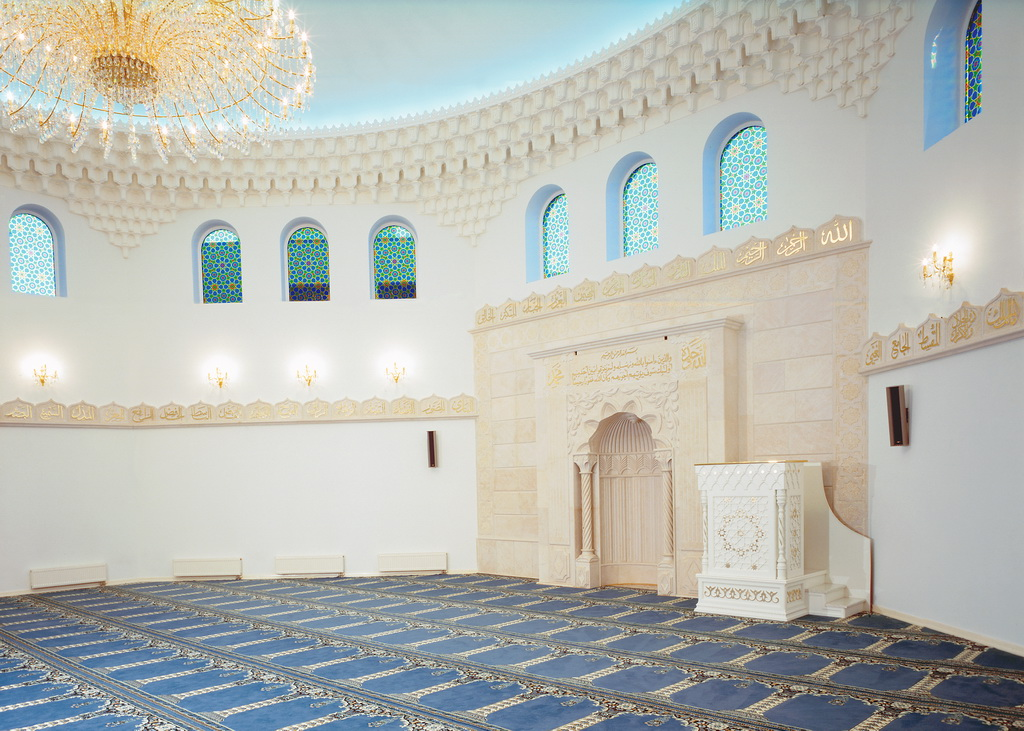
Interior de la mesquita
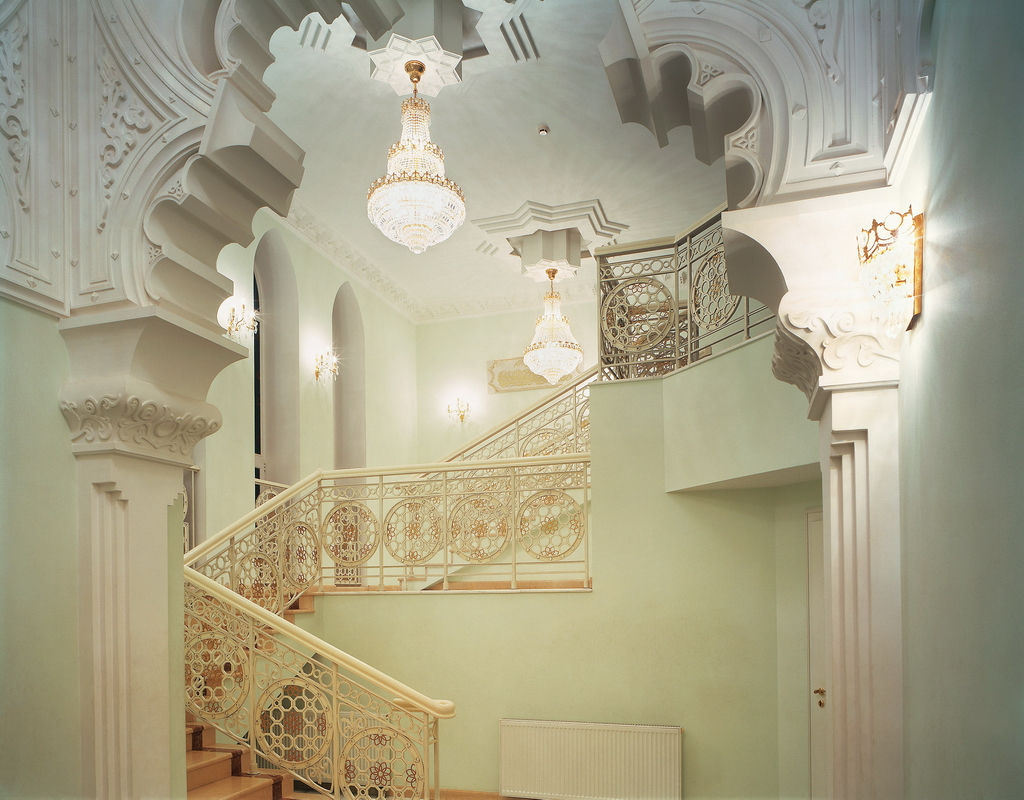
Decoració interior